# Олдамбт (громада)
Олдамбт (нід. Oldambt; нід. вимова: [ɔlˈdɑm(p)t]) — муніципалітет з населенням 38 277 осіб (на  1 січня 2021 року) у провінції Гронінген у Нідерландах. Заснований у 2010 році шляхом злиття муніципалітетів Райдерланд, Схемда та Вінсхотен.

## Галерея

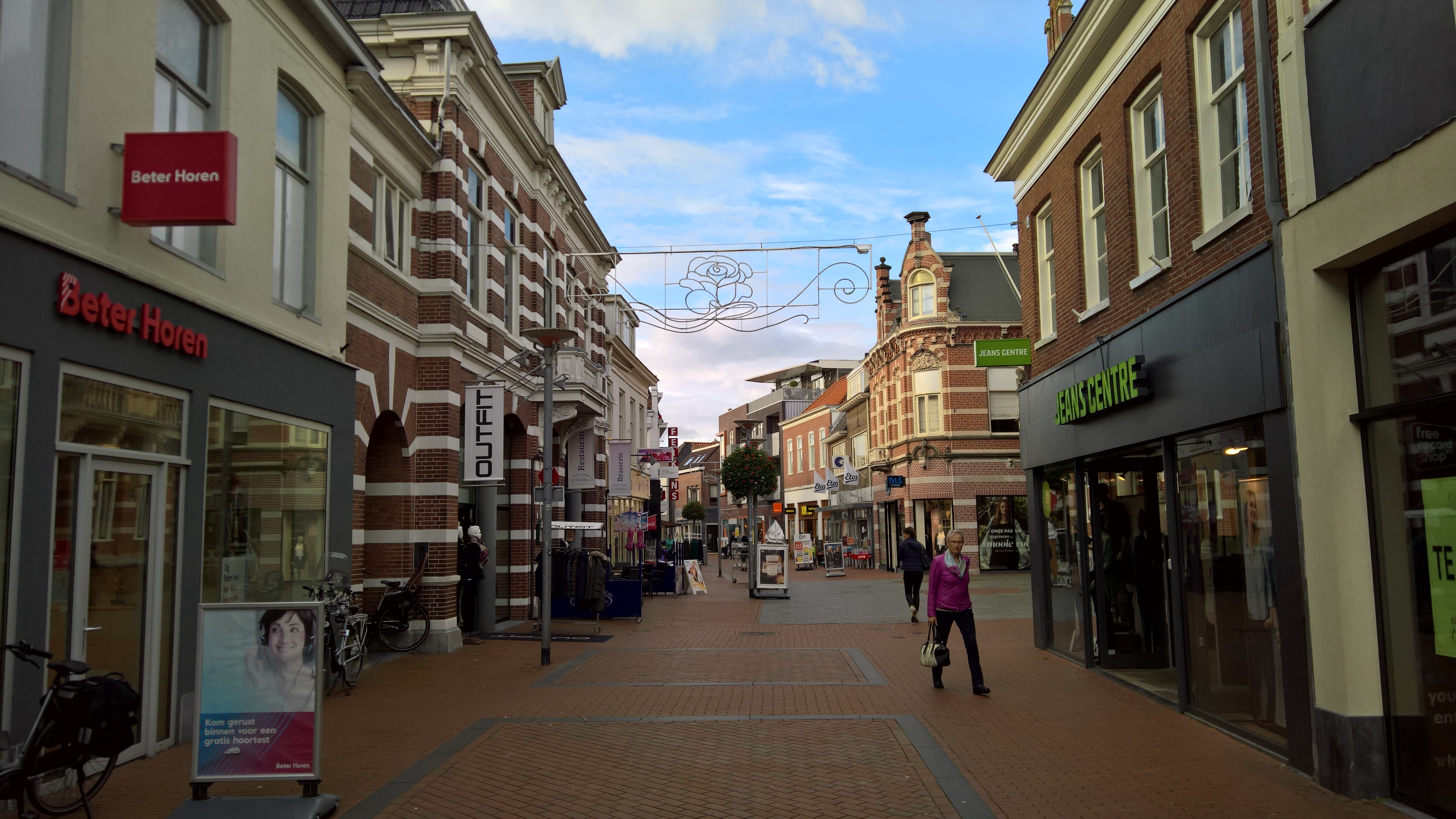
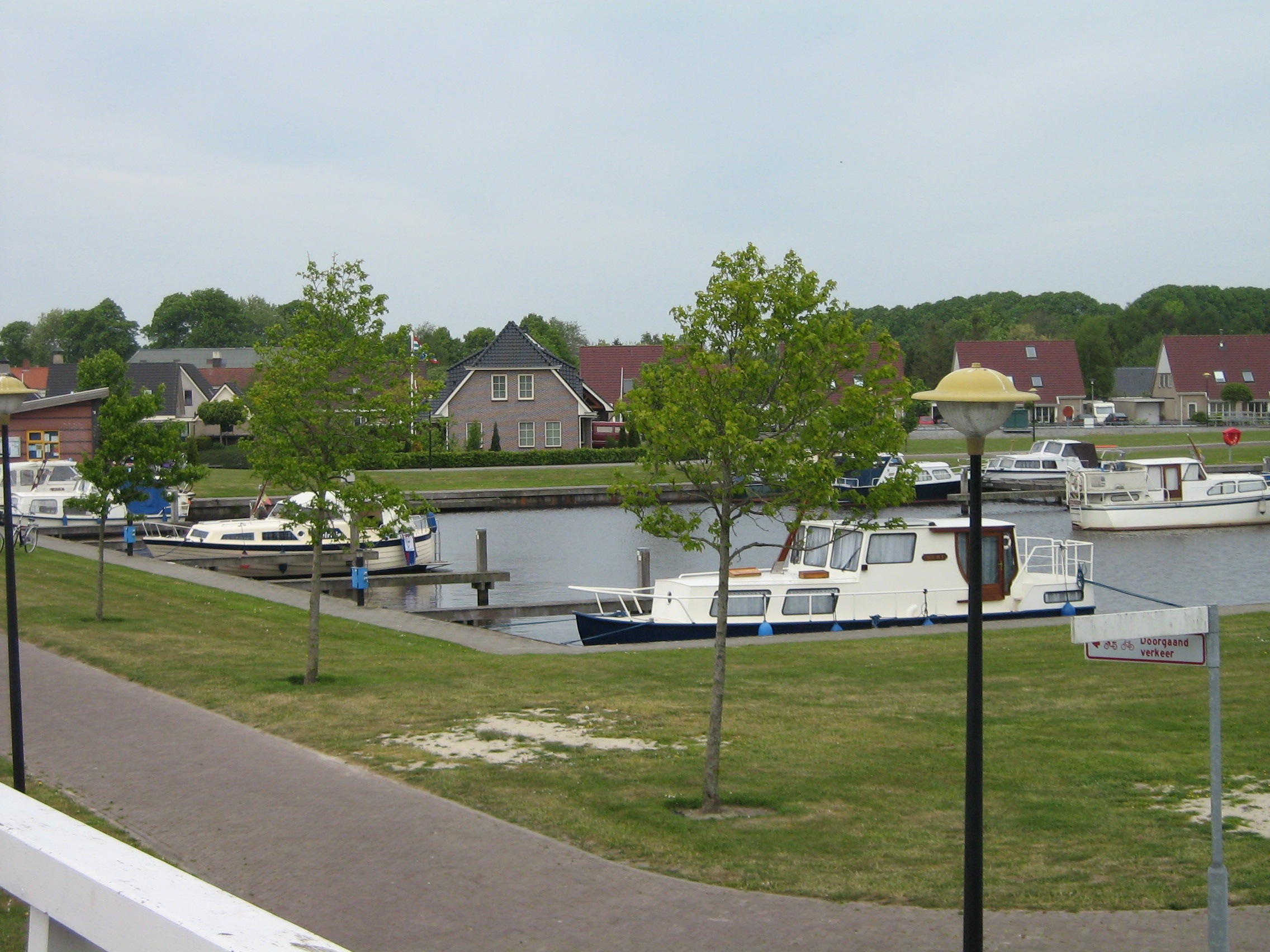
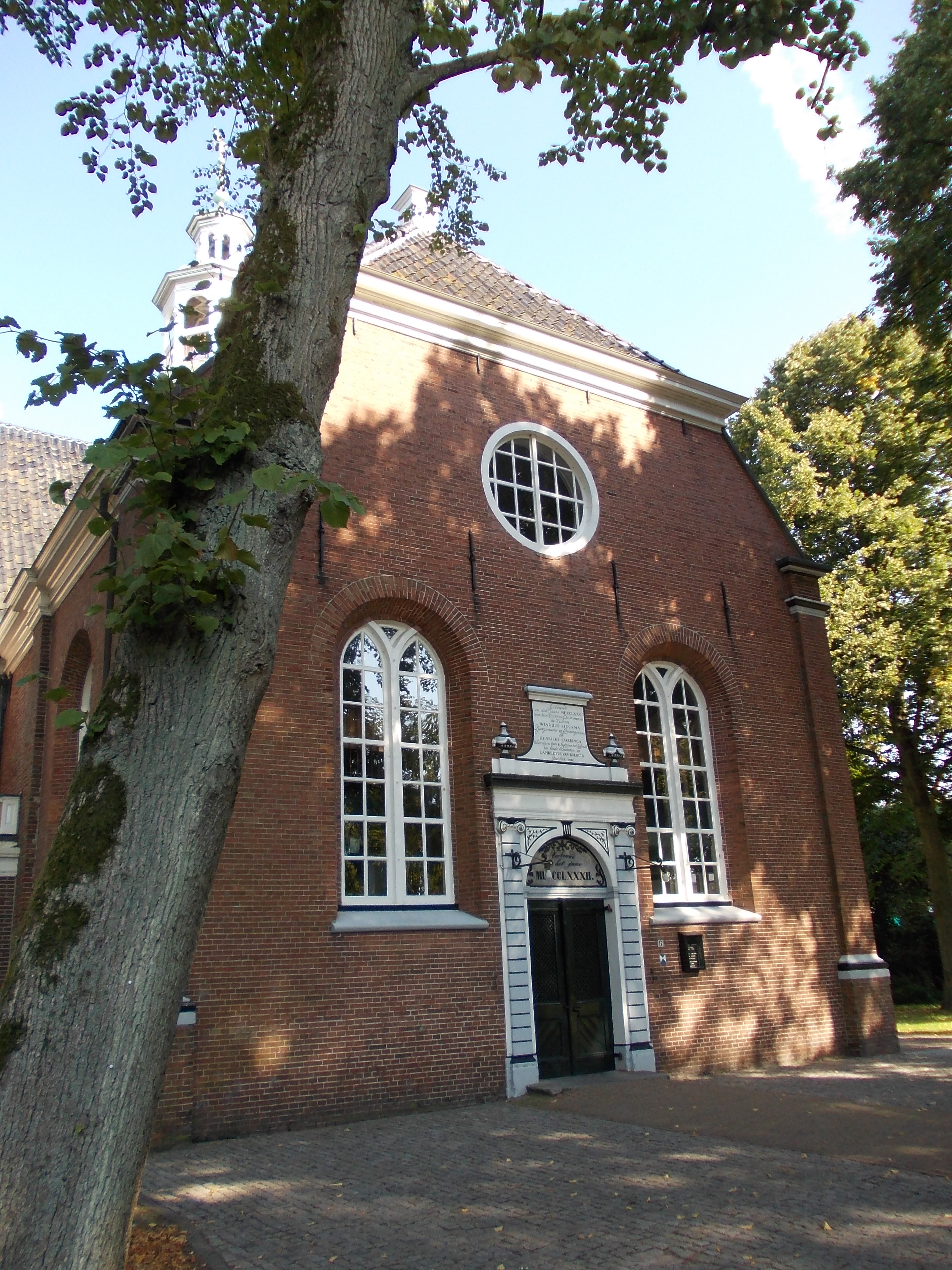
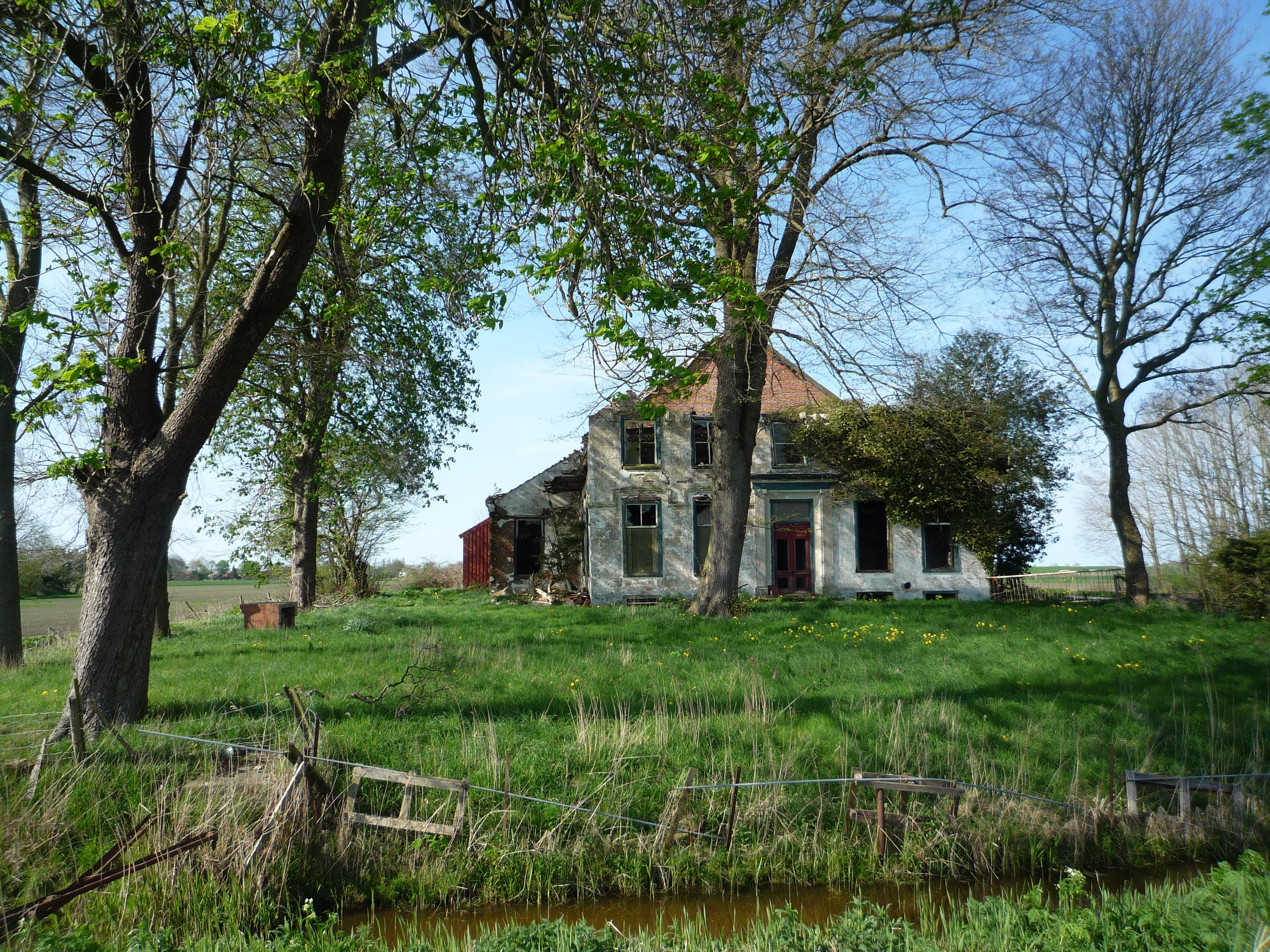

## Населені пункти муніципалітету
Міста
- Вінсхотен

Села
- Бад-Нювесханс
- Берта
- Блаувестад
- Вестерле
- Гейлігерле
- Дріборг
- Мідволда
- Ню-Берта
- Ню-Схемда
- Нюволда
- Остволд
- Схемда
- 'т Вар
- Фінстерволде

Селища
- Вінсхотерзейл
- Гонгеріге-Волф
- Улсда

## Визначні уродженці
- Дірк Стіккер (1897 у Вінсхотені – 1979) — нідерландський політик і дипломат, Генеральний секретар НАТО у 1961—1964
- Арі Ган (нар. 1948 у Фінстерволде) — нідерландський футболіст і футбольний тренер